# 長尾景英
長尾 景英（ながお かげひで）は、戦国時代の武将。山内上杉家の家臣。白井長尾氏6代当主。

## 略歴
父・長尾景春と共に主君である上杉顕定と戦うが、本拠地である上野国白井城が奪還され、また景春父子が頼りとしてきた古河公方・足利政氏が上杉顕定と和解すると、扇谷上杉氏を頼ってあくまでも顕定に対抗しようとする父と対立した。明応5年（1495年）までに景英は父の下を離れて顕定に降り、景英は山内上杉家の重臣に列した。永正2年（1505年）に長享の乱が終結すると、追い詰められた景春も顕定に降伏した。
永正7年（1510年）に入ると、景春は密かに越後国の長尾為景・相模国の伊勢宗瑞と結んで顕定の越後出兵の隙に再度挙兵する。同年7月に顕定が戦死すると、景春は顕定の養子で白井城を引き続き占拠していた憲房とも戦うが、逆に景英は憲房に対して同じ顕定の養子であった上杉顕実から関東管領の地位を奪うように勧めた（永正の乱）。このために親子の対立が激化して景春は出奔し、逆に景英は憲房を援けて顕実追放に功を挙げたとして、憲房によって白井城を返還されたとみられるが、その時期については憲房が勝利した永正9年（1512年）から大永4年（1524年）の間としか判明していない。更に大永4年の段階では既に嫡男・景誠に家督を譲っていたとみられている。

## 生母
生母に関しては、長尾定景の娘（「双林寺伝記」）と伝えられているが、黒田基樹は長尾定景は早世で妻子がいなかったと見られること、長尾氏の諸系図では景春の妻はいずれも沼田氏の出とされていることから、景英の母は沼田氏出身で、彼の正室が足利長尾氏の出身であるのを「双林寺伝記」が取り違えたものと推測し、景英以降の当主についても「室」を「母」と書き誤ったとする説を唱えている。